# Señor Cautivo de Ayabaca (Piura)
Señor Cautivo de Ayabaca es un caserío peruano ubicado en el distrito de Veintiséis de Octubre, perteneciente a la provincia y departamento de Piura, al norte del Perú. 

## Ubicación
Señor Cautivo de Ayabaca se ubica al oeste de la provincia de Piura, en el distrito de Veintiséis de Octubre, en el departamento de Piura.

## Demografía
En 2017 Señor Cautivo de Ayabaca tenía una población de 61 habitantes.